# Lissochlora diarita
Lissochlora diarita là một loài bướm đêm trong họ Geometridae.